# Live! 8-24-1979
Albums de The B-52's
With the Wild Crowd! Live in Athens, GA
(2011)
Live! 8-24-1979 est un album live des B-52's, sorti le 21 avril 2015.
Cet album a été enregistré lors du concert donné par le groupe le 24 août 1979 au Berklee Center à Boston, Massachusetts

## Liste des titres
| No | Titre                            | Durée |
| -- | -------------------------------- | ----- |
| 1. | 52 Girls (With Intro)            | 3:57  |
| 2. | 6060-842                         | 2:38  |
| 3. | Lava                             | 5:03  |
| 4. | Private Idaho                    | 3:52  |
| 5. | Devil in My Car                  | 5:34  |
| 6. | Dance This Mess Around           | 4:49  |
| 7. | Runnin' Around                   | 3:20  |
| 8. | Rock Lobster (With Encore Outro) | 5:46  |
| 9. | Strobe Light                     | 4:35  |

## Personnel
- Fred Schneider : chant, cencerro
- Kate Pierson : chant, orgue, claviers
- Keith Strickland : batterie
- Cindy Wilson : chant, bongos, tambourin
- Ricky Wilson : guitares